# Anatolij Trubin
Anatolij Volodymyrovytj Trubin (ukrainska: Анатолій Володимирович Трубін), född 1 augusti 2001, är en ukrainsk fotbollsmålvakt som spelar för portugisiska Benfica. Han representerar även Ukrainas landslag.

## Karriär
Den 10 augusti 2023 värvades Trubin av portugisiska Benfica, där han skrev på ett femårskontrakt.